# DR Big Band

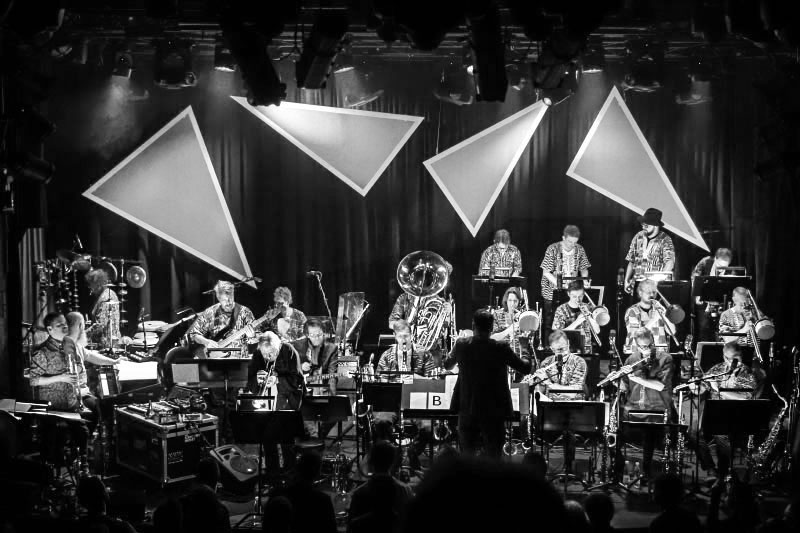
DR Big Band featuring Palle Mikkelborg und Arve Henriksen (Aarhus 2020)

Die DR Big Band (auch DR Big Bandet oder Danish Radio Big Band) ist die Big Band von Danmarks Radio (DR). Sie entstand aus dem 1964 gegründeten neuen Radio-Tanzorchester des DR.

## Anfangszeit
Der auf Initiative des Unterhaltungschefs Niels-Jørgen Kaiser gegründete Klangkörper spielte zunächst nur Musik für den Radiogebrauch und wurde von 1964 bis 1968 durch Ib Glindemann geleitet. Kern der Gruppe war zunächst die 1961 gegründete Radio Jazzgruppen oder Danish Radio Jazz Group, die seit 1962 von Erik Moseholm geleitet wurde und zu der etwa zehn der besten dänischen Musiker und Arrangeure verpflichtet wurden. Dazu gehörten Allan Botschinsky, Palle Mikkelborg, Torolf Mølgaard, Poul Hindberg, Bent Jædig, Ray Pitts und Bent Axen. Um diese Radio Jazzgruppen, die auch zu Konzerten etwa zum Jazz Jamboree nach Warschau oder nach Flensburg eingeladen wurde, wurde eine Großformation aufgebaut. Sie umfasst heute 19 Musiker. Zu den Musikern gehörten Erling Kroner, Niels-Henning Ørsted Pedersen, Bjarne Roupé (1980–1989) oder Jesper Thilo (1966–1989). In den 1960er und 1970er Jahren waren einige amerikanische Jazzmusiker wie Idrees Sulieman in Dänemark beheimatet und wurden Mitglied der Band.
Nach Glindemann hatte die Band zunächst Gastdirigenten wie Oliver Nelson, Frank Foster, Jimmy Heath, Clark Terry, Mary Lou Williams, Michael Gibbs, Robert Cornford oder Mike Westbrook, bevor das Orchester mit Ray Pitts (1971–1973) wieder einen festen Leiter hatte.

## Zeit unter Palle Mikkelborg und Thad Jones
1975 folgte Palle Mikkelborg (1975–1977) und dann Thad Jones (1977–1978) als Leiter. Insbesondere Jones prägte das Orchester auf eine Weise, „die bis heute hör- und spürbar ist.“ In dieser Zeit spielte man mit Gastsolisten wie Stan Getz oder Joe Henderson.

## Umwandlung zur Big Band und neue Aufgaben
Mit dem Wegbrechen des öffentlich-rechtlichen Radiomonopols erhielt der Klangkörper neue Aufgaben; die Big Band spielte nun vermehrt auch Alben ein. Das Orchester wurde seit 1986 von Ole Kock Hansen und dann von Bob Brookmeyer (1996–1998) bzw. Jim McNeely (1998–2002) geleitet. Dann leitete es Chris Minh Doky. Chefdirigentin seit 2019 ist die Japanerin Miho Hazama,
die mit der Bigband ihr Album Imaginary Visions (2021) einspielte.
An der Aufnahme des Albums Aura von Miles Davis (1985) beteiligten dieser und Mikkelborg viele Musiker der Formation. In den letzten Jahren entstanden Alben mit Solisten wie Randy Brecker, Chris Potter, Mike Stern, Charlie Watts oder Mathias Heise, aber auch Weihnachtsalben. Weiterhin beteiligte sich die Band verstärkt an Fernsehproduktionen wie der Talentshow X-Factor oder Produktionen mit dem Kinderkanal des Fernsehens, so dass die Band nun der breiten Öffentlichkeit bekannt ist.